# محوطه شهر بربر
محوطه شهر بربر مربوط به عصر آهن - دوره اشکانیان - دوره ساسانیان است و در شهرستان ماهنشان، بخش مرکزی، دهستان اوریاد، روستای قره داش، در محوطه روستا و اراضی کشاورزی قره داش واقع شده و این اثر در تاریخ ۲۷ بهمن ۱۳۸۷ با شمارهٔ ثبت ۲۴۵۸۶ به‌عنوان یکی از آثار ملی ایران به ثبت رسیده است.